# 長崎大学
長崎大学（ながさきだいがく、英語: Nagasaki University）は、長崎県長崎市文教町1-14に本部を置く日本の国立大学。1857年創立、1949年大学設置。大学の略称は長大（ちょうだい）。
起源は、幕末の1857年にオランダ海軍の軍医ヨハネス・ポンペ・ファン・メーデルフォールト（ポンペ）が、長崎奉行所内に開いた日本最古の医学校「医学伝習所」である。直接の前身は1923年創立の長崎医科大学で、旧制六医科大学、旧官立9大学の一つである。(1945年当時、広島に医科大学が無かったため、長崎医科大学は原爆による被災を受けた世界で唯一の医科大学となった。）
第二次世界大戦後に同医科大学と長崎県内にあった他の学校が統合され、文理にまたがる総合大学となった。（「概観」「前身校」「沿革」参照）。
2020年（令和2年）には、多文化社会学部の新設から6年ぶりに「情報データ科学部」が新しく設置された。
2019年4月には「学生や教職員の健康を守るため」として喫煙者は不採用の方針を打ち出している。5月には学内に禁煙外来を新設予定。教職員が約4千人おり、2018年8月時点の喫煙率は約8%となっている。

## 概観
1949年（昭和24年）に、長崎医科大学および附属薬学専門部、長崎経済専門学校、長崎師範学校、長崎青年師範学校を包括して設置された国立大学である。各学校の前身まで遡ると明治・大正期以来それぞれが異なる歴史を歩んできた。1950年代・60年代にキャンパスの移転・統合が行われ、現在では全10学部のうち7学部（教育学部、水産学部、工学部、薬学部、環境科学部、多文化社会学部、情報データ科学部）が文教キャンパス（長崎市文教町）に、旧制長崎医科大学以来の医学部、歯学部、長崎大学病院が坂本キャンパス（長崎市坂本1丁目）に所在する。経済学部だけは片淵キャンパス（長崎市片淵4丁目）に所在している。
総合病院（長崎大学病院）を有し、熱帯医学研究所（共同利用・共同研究拠点）や大学院熱帯医学・グローバルヘルス研究科の附置、がんの研究などが行われている。また水産学部が設置されている。
学部数が多く、特に理系の学部が多い。1997年（平成9年）には全国初となる文理融合型の環境科学部が設置され、また2014年（平成26年）4月には全国唯一の多文化社会学部が設置された。

### 前身校
- 養生所・医学所（1857年、オランダ人軍医・ヨハネス・ポンペ・ファン・メーデルフォールトが創立）
- 長崎医科大学（1923年4月設立、前身は1887年設立の第五高等中学校医学部）
- 長崎医科大学附属薬学専門部
- 長崎医科大学附属医学専門部→長崎高等学校
- 長崎経済専門学校（前身は1905年3月に設立された長崎高等商業学校）
- 長崎師範学校（1943年設立。源流は1874年（明治7年）創設の長崎県小学教則講習所に遡る）
- 長崎青年師範学校（1944年設立。源流は1921年設立の長崎県実業補習学校教員養成所に遡る）

### 理念・基本的目標
理念
長崎大学は、長崎に根づく伝統的文化を継承しつつ、豊かな心を育み、地球の平和を支える科学を創造することによって、社会の調和的発展に貢献する。
基本的目標
1. 熱帯医学・感染症、放射線医療科学分野における卓越した実績を基盤に、予防医学や医療経済学等の関連領域を学際的に糾合して、人間の健康に地球規模で貢献する世界的“グローバルヘルス”教育研究拠点となる。
2. 全ての教育研究領域の高度化、国際化を推進するとともに、国内外のトップレベルの大学との連携の強化及び実質化、管理運営・人事システム改革、学内資源の適正再配置等をとおして、大学全体の総合力を格段に向上させ、世界最高水準の総合大学への進化のための基盤を構築する。
3. グローバル化する社会の要請に応えるべく、国際水準の教育、キャンパスの国際化、日本人学生の留学の飛躍的拡大の実現に向けた戦略的かつ包括的な教育改革を推進し、地域の課題を掘り下げる能力と、多文化が共生する国際社会の現場で活躍する力を兼ね備えた長崎大学ブランド人材を育成する。
4. 特に学部教育においては、学生参加型の新しい教養教育と世界標準の学部専門教育との有機的結合により、問題解決能力・創造的思考力・コミュニケーションスキル等の学士力と各専門分野の知識・素養に裏打ちされ、現実の課題に即応できる個性輝く学士を育成する。また、新しい大学教育を高校教育改革と効果的に接続させるため、多面的かつ基盤的な資質・能力を測るための新しい入学者選抜方法を先進的に開発・導入する。
5. 地域に基盤を置く総合大学として、地域のニーズに寄り添いつつ、教育研究の成果を地域の行政、産業、保健医療、教育、観光に還元し、グローバル化時代における地方創生の原動力となる。特に、海洋エネルギー、海洋生物資源、水環境、地域福祉医療、核兵器廃絶など、地域社会の持続的発展に大きく貢献し、かつ、地球規模課題にも直結する特色分野における教育研究を重点的に推進する。また、東日本大震災直後から継続している福島との協働を強化し、福島の未来創造に貢献する。

太平洋戦争末期、長崎市は原爆攻撃を受けた歴史を持つ。このため長崎大学は、「核兵器廃絶研究センター」(RECNA)を設立するとともに、放射線被曝医療に力を入れてきた。こうした背景で、東日本大震災に伴う福島第一原子力発電所事故のほか、それに先立つチェルノブイリ原子力発電所事故の被災地への支援を行っている。

## 沿革
- 1949年（昭和24年）
  - 5月31日 - 国立学校設置法の公布により、新制長崎大学を設置。5学部（医学部、経済学部、薬学部、学芸学部、水産学部）が発足。本部は興善町。
    - 長崎大学ではこの日を開学記念日としており、この日の授業は休講となっていたが、近年では授業時間数確保のため通常は講義日扱いである。

  - 8月 - 大村一般教養部、長崎一般教養部を設置。
  - 11月 - 長崎大学開学式を経済学部講堂で挙行。
- 1950年（昭和25年）5月 - 大村と長崎の一般教養部を統合し、大村分校を設置。水産学部が大村市から佐世保市に移転。薬学部が諫早市から長崎市[注 2]に移転。
- 1951年（昭和26年）3月 - 商業短期大学部を開設。
- 1953年（昭和28年）3月 - 学芸学部が大村市から長崎市大橋町（現・文教キャンパス[注 3]）に移転。
- 1954年（昭和29年）4月10日 - 分校が大村市から長崎市大橋町に移転。
- 1955年（昭和30年）10月24日 - 長崎大学本部が興善町から大橋町に移転。
- 1961年（昭和36年）8月 - 水産学部が佐世保市から大橋町に移転。
- 1964年（昭和39年）4月 - 分校を廃止し、教養部を設置。
- 1966年（昭和41年）4月 - 工学部を開設。学芸学部を教育学部に改称。
- 1979年（昭和54年）- 歯学部を開設。
- 1984年（昭和59年）- 医療技術短期大学部を開設。
- 1997年（平成9年）- 環境科学部を開設。教養部廃止。
- 1998年（平成10年）- 教育学部を大幅に改組。
  - それまでの教員養成を目的とする4課程を学校教育教員養成課程（初等教育、特別支援教育、中学校教育の3コース）に統合。
  - 教員養成を目的としない情報文化教育課程（情報メディア、クロスカルチャー、芸術文化の3コース）を新設。
- 2000年（平成12年）- 商科短期大学部を経済学部夜間主コースとして再編成。
- 2002年（平成14年）- 医療技術短期大学部が医学部保健学科への改組により、募集停止。
- 2004年（平成16年）- 国立大学法人法により、国立大学法人へ移行。
- 2006年（平成18年）- 薬学部薬学科を6年制に移行、4年制学科の薬科学科を設置。
- 2007年（平成19年) 4月1日 - 安全工学教育センターを設置
- 2008年（平成20年）- 大学院国際健康開発研究科を設置。
- 2012年（平成22年）1月1日 - アジア循環型社会工学研究教育センターを設置
- 2011年（平成23年）
  - 教育学部、情報文化教育課程を廃止（2008年（平成20年）に募集停止）。
  - 大学院生産科学研究科を工学研究科と水産・環境科学総合研究科に分離。創造工学センターと安全工学教育センターを統合して、総合実践教育研究センターを設置。工学部7学科（機械システム工学科、電気電子工学科、情報システム工学科、構造工学科、社会開発工学科、材料工学科、応用化学科）から、1学科（工学科）に改組。
- 2012年（平成24年）10月1日 - 未来工学研究センターを設置
- 2013年（平成25年）- 国際工学教育研究推進室を設置
- 2014年（平成26年）- 多文化社会学部を開設。国際工学教育研究推進室、アジア循環型社会工学研究教育センターを統合し、国際連携推進センターを設置。
- 2015年（平成27年）- 医歯薬学総合研究科 熱帯医学専攻と国際健康開発研究科 国際健康開発専攻を統合して、熱帯医学・グローバルヘルス研究科（修士課程）を設置。大学院工学研究科博士前期課程総合工学専攻に国際水環境工学コースを、工学研究科博士後期課程生産システム工学専攻に国際水環境科学コースを増設。大学院生産科学研究科博士前期課程機械システム工学専攻を廃止。
- 2019年（平成31年）
  - 1月28日 - バイオセーフティーレベル4の病原体研究施設に着工[9]。
  - 総合生産科学域を設置。
- 2020年（令和2年）
  - 1月16日 - 神戸医療産業都市推進機構（兵庫県神戸市）と包括連携協定[10]。
  - 3月 - 総合生産科学域の設置に伴い、未来工学研究センターを廃止。
  - 4月 - 情報データ科学部を開設[1]。これに伴い工学部情報システム工学科情報工学コースの募集を停止し、入学定員を50人削減。
- 2021年（令和3年）3月3日 - 関節リウマチの遠隔医療で日本マイクロソフトや長崎県五島中央病院などと連携協定[11]。
- 2022年（令和4年）4月1日 - 大学院工学研究科生産システム工学専攻博士後期課程の国際水環境工学コースが博士後期課程の水環境科学コースへ移行し、博士後期課程に海洋未来科学コースが新設された。
- 2024年（令和6年）4月1日 - 大学院の工学研究科、水産・環境科学総合研究科を改組し、総合生産科学研究科が設置された。

## 基礎データ

### キャンパス
- 文教キャンパス（〒852−8521 長崎市文教町1−14）
- 坂本キャンパス（〒852−8523 長崎市坂本1丁目12−4）
- 片淵キャンパス（〒850−8506 長崎市片淵4丁目2−1）

### 象徴

#### ロゴマーク
国立大学法人長崎大学発足以後の2005年4月1日制定。商標登録されている。
正式ロゴマーク
オランダ船の舳先にNU  (Nagasaki University) の頭文字を付け、右肩に大學の字を配したマークが以前から使用されてきた。このマークの正確な図柄が不明確であったため、精緻化するとともに従来のマークにやや動きを加え、新たに船出した国立大学法人長崎大学を表すものとして制定した。日本が鎖国下にあった江戸時代、長崎の出島がオランダを含む海外との数少ない窓口であった歴史に因む。
略式ロゴマーク
長崎のNを模した略式ロゴマークである。左側（青色）が「地域・日本国土」を取り巻く「広大な海とその先にある国際社会」を、中央（黄色）の線は「学生・教職員」を、点は「創造」を、右側（緑色）は自然環境の豊かな「地域・日本国土」を、これらの図形の重なりはそれぞれの分野での「調和と貢献」を表している。

#### 学歌
1962年（昭和37年）、学内公募により制定。入学式、卒業式で歌われている。
作詞：平尾勇（当時は長崎大学商業短期大学部助教授）
作曲：有浦滋（当時は経済学部4年）
編曲：青木義勇（当時は長崎大学医学部教授、長崎大学管弦楽団団長）

## 組織

### 学部

#### 経済学部
- 総合経済学科
  - 経済と政策コース（2014年度より改組）
  - グローバル経済コース（2014年度より改組）
  - ファイナンスコース
  - 経営と会計コース
  - 総合経済コース（夜間主、2022年度入学をもって募集停止）

#### 教育学部
- 学校教育教員養成課程

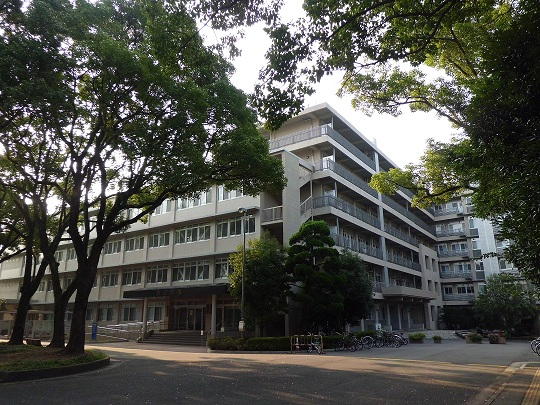
教育学部棟

  - 小学校教育コース（子ども理解系／教科授業開発系／離島・地域文化系）
  - 中学校教育コース（国語専攻／社会専攻／英語専攻／数学専攻／理科専攻／保健体育専攻）
  - 幼児教育コース
  - 特別支援教育コース

#### 医学部
- 医学科
  - 研究医コース
- 保健学科（4年制）
  - 看護学専攻
  - 理学療法学専攻
  - 作業療法学専攻

#### 歯学部
- 歯学科
  - 歯学研究コース

#### 薬学部

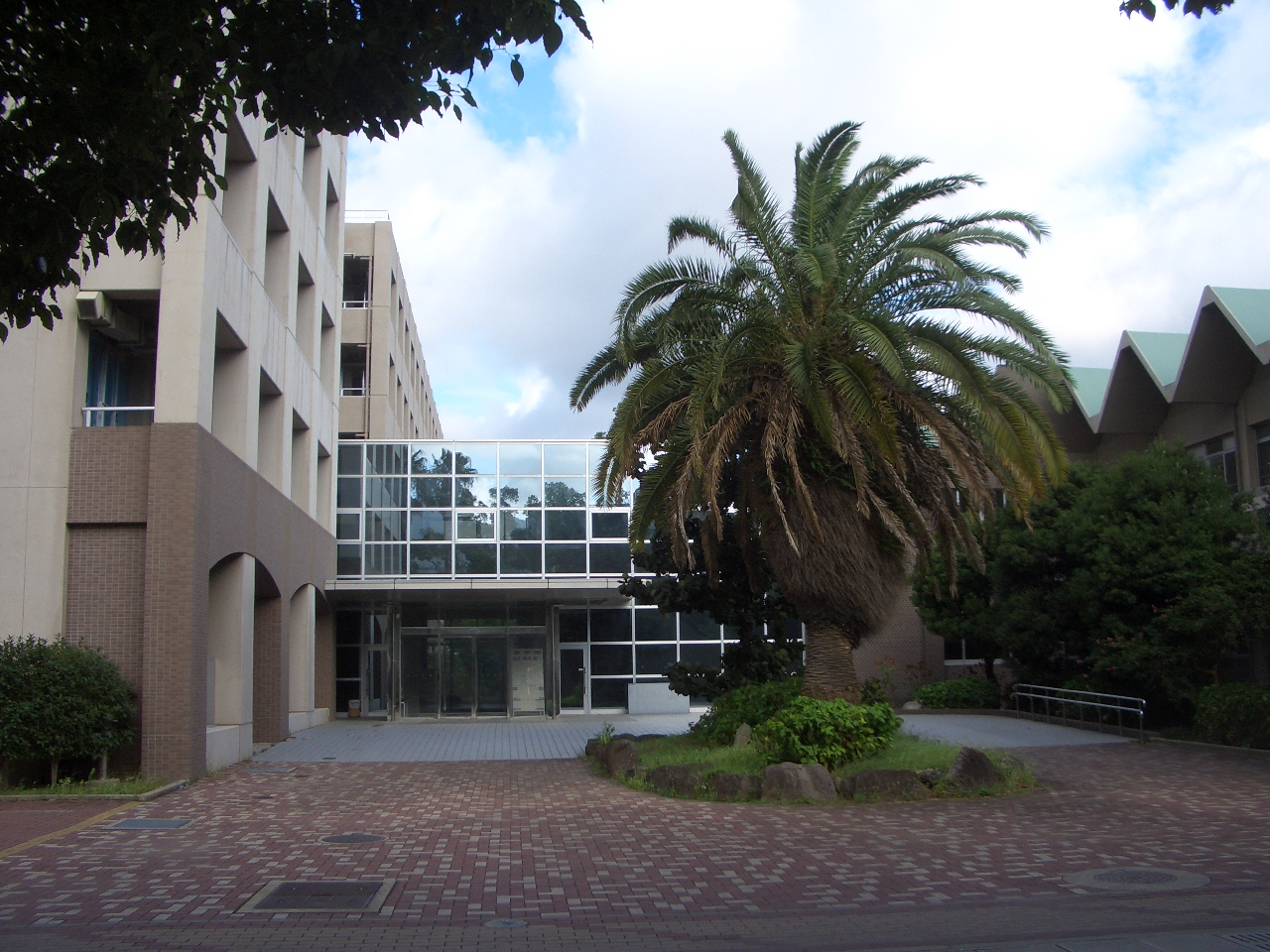
薬学部棟

- 薬学科（6年制）
- 薬科学科（4年制）

#### 工学部

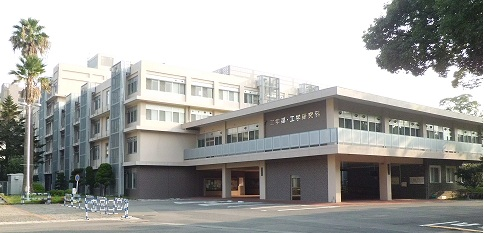
工学部棟

2009年度までは各学科が独立していたが、2010年（平成22年）度に4系統7学科になり、2011年（平成23年）度から1学科6コース制となった。
- 工学科
  - 機械工学コース
  - 電気電子工学コース
  - 情報工学コース
  - 構造工学コース
  - 社会環境デザイン工学コース
  - 化学・物質工学コース

2005年度-2010年度の構成
- 機械システム工学系
  - 機械システム工学科（機械工学・システム工学系）
- 電気情報工学系
  - 電気電子工学科（電気工学・電子工学系）
  - 情報システム工学科（情報工学・システム工学系）
- 環境システム工学系
  - 構造工学科（土木工学・建築工学・機械工学系）
  - 社会開発工学科（都市工学・土木工学系）
- 化学・材料開発系
  - 材料工学科
  - 応用化学科（工業化学系）

#### 水産学部
- 水産学科
  - 海洋生産管理学コース
  - 海洋生物科学コース
  - 海洋応用生物化学コース

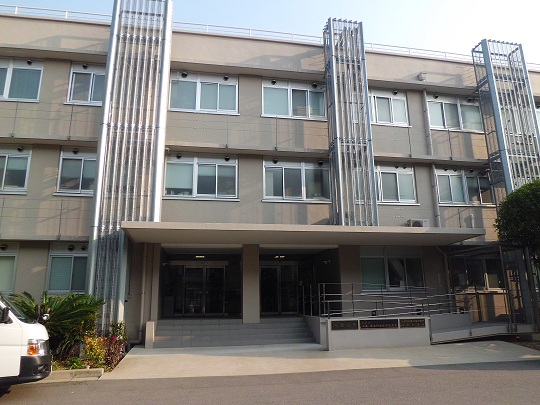
水産学部棟

  - 海洋環境科学コース 2023年度入学生よりコース再編成
  - 海洋未来創生コース
  - 水圏生命科学コース
  - 水圏環境資源コース

#### 環境科学部

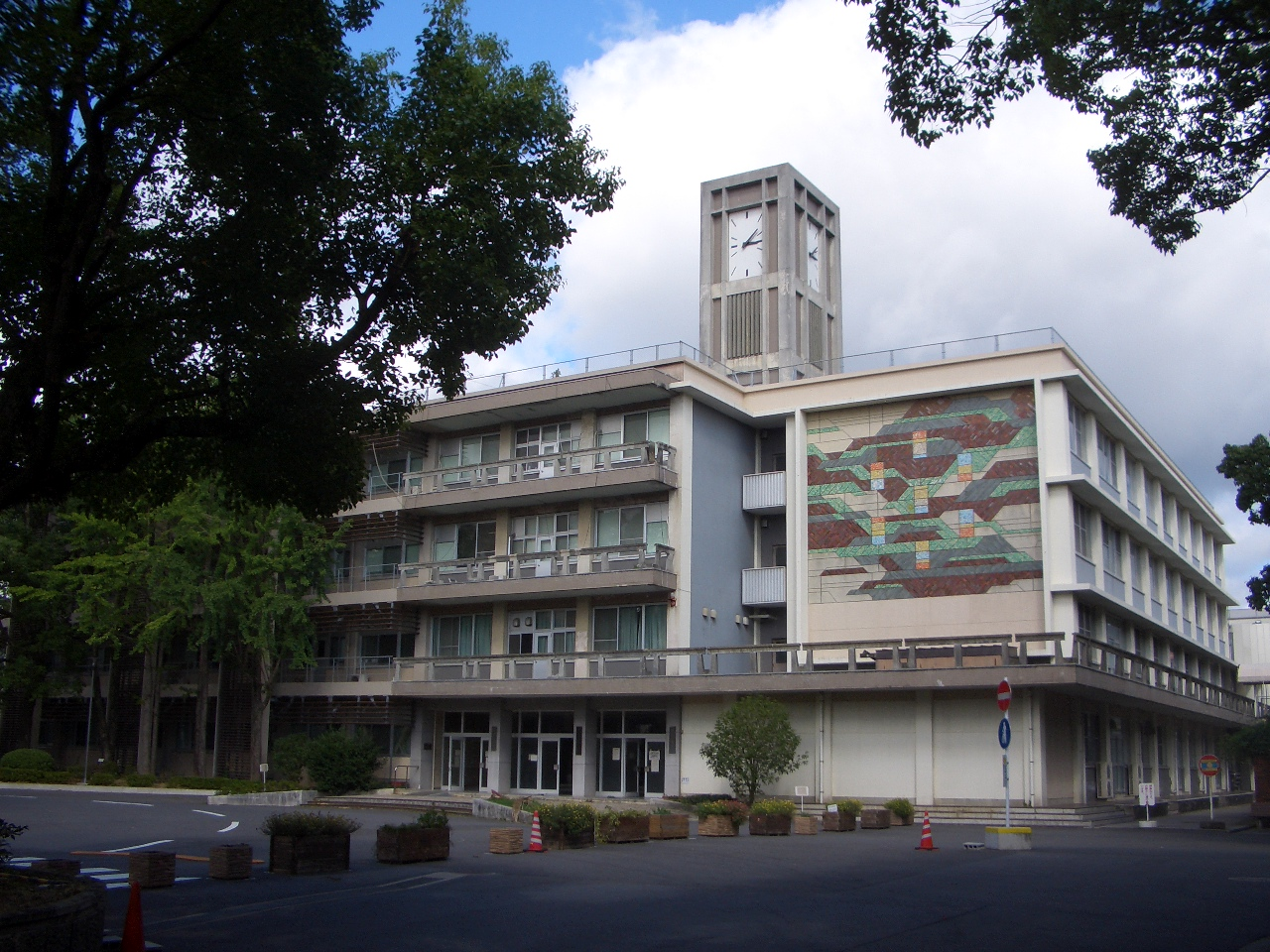
全学教育棟・環境科学部棟

- 環境科学科
  - 環境政策コース
  - 環境保全設計コース

#### 多文化社会学部

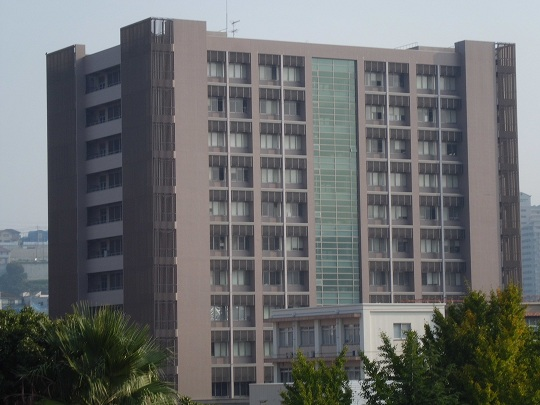
総合教育研究棟

- 多文化社会学科
  - グローバル社会コース
  - 共生文化コース
  - 社会動態コース
  - オランダ特別コース

#### 情報データ科学部
2020年（令和2年）4月設置
- 情報データ科学科
  - インフォメーションサイエンスコース(IS)
    - IoT 系履修モデル
    - SE 系履修モデル

  - データサイエンスコース(DS)
    - 医療・生命情報系履修モデル
    - 社会・観光系履修モデル

各コースは1年次学期末に選択して「選択願」を提出し、2年進級時に決定する（ただし、コース別に必修と履修指定される科目の履修は1年次3学期より始まる）

### 大学院
- 多文化社会学研究科
  - 多文化社会学専攻（博士前期課程・博士後期課程）

- 経済学研究科
  - 経済経営政策専攻（博士前期課程）
    - 研究コース
    - 経営学修士コース

  - 経営意思決定専攻（博士後期課程）

- 教育学研究科
  - 教職実践専攻（専門職学位課程、教職大学院）
    - 子ども理解・特別支援教育実践コース
    - 学級経営・授業実践開発コース
    - 教科授業実践コース（2014年度より教科実践専攻から改組）
    - 管理職養成コース

- 医歯薬学総合研究科
  - 保健学専攻（修士課程）
    - 修士論文コース
    - 専門看護師（がん看護、放射線看護）養成コース
    - 専門看護師（遺伝看護・遺伝カウンセリング）養成コース
    - 助産師養成コース
    - がん看護地域貢献看護師養成コース

  - 災害・被ばく医療科学共同専攻（修士課程）（2016年設置）
    - がん専門医師・歯科医師養成コース
    - がん地域貢献医師・歯科医師養成コース

  - 医療科学専攻（博士課程）
    - がん専門医師・歯科医師養成コース
    - がん地域貢献医師・歯科医師養成コース

  - 新興感染症病態制御学系専攻（博士課程）
    - がん専門医師・歯科医師養成コース
    - がん地域貢献医師・歯科医師養成コース

  - 放射線医療科学専攻（博士課程）
    - がん専門医師・歯科医師養成コース
    - がん地域貢献医師・歯科医師養成コース

  - 先進予防医学共同専攻（博士課程）（2016年設置）
    - がん専門医師・歯科医師養成コース
    - がん地域貢献医師・歯科医師養成コース

  - 生命薬科学専攻（博士前期課程・博士後期課程）
    - がん専門薬剤師養成コース
    - がん地域貢献薬剤師養成コース

- 熱帯医学・グローバルヘルス研究科
  - 熱帯医学コース（博士前期課程）
  - 国際健康開発コース（博士前期課程）
  - ヘルスイノベーションコース（博士前期課程）
  - グローバルヘルス専攻（博士後期課程）
  - NU-LSHTM国際連携グローバルヘルス専攻（博士後期課程）

- 総合生産科学研究科（2024年度より、工学研究科と水産・環境科学総合研究科を統合改組）
  - 総合生産科学専攻 (博士前期課程学位PG) 
    - 共生システム科学コース
      - 情報データ科学分野
      - 構造デザイン分野
      - 環境レジリエンス分野
      - 電気・機械システム分野
      - マテリアルサイエンス分野
      - 水産生物資源分野

    - 海洋未来科学コース
    - 水環境科学コース

  - 総合生産科学専攻 (博士後期課程学位PG)
    - 共生システム科学コース
      - 情報数理システム分野
      - マテリアルサイエンス分野
      - 環境海洋資源学分野

    - 海洋未来科学コース
    - 水環境科学コース

  - 総合生産科学専攻 (5年一貫制学位PG)
    - グリーンシステム科学コース

- 工学研究科（2011年度より生産科学研究科から改組）
  - 総合工学専攻（博士前期課程）
    - 機械工学コース
    - 電気電子工学コース
    - 情報工学コース
    - 構造工学コース
    - 社会環境デザイン工学コース
    - 化学・物質工学コース
    - 国際水環境工学コース（2015年度設置）

  - 生産システム工学専攻（博士後期課程）
    - システム工学コース
    - 電気情報工学コース
    - 物質工学コース
    - 国際水環境科学コース（2015年度設置）

  - グリーンシステム創成科学専攻（5年一貫博士課程）
    - 次世代エネルギーシステム創成コース
    - 先端機能物質創製コース

- 水産・環境科学総合研究科（2011年度より生産科学研究科から改組）
  - 水産学専攻（博士前期課程）
  - 環境科学専攻（博士前期課程）
  - 環境海洋資源学専攻 （博士後期課程）
    - 水産科学コース
    - 環境科学コース

  - 海洋フィールド生命科学専攻（5年一貫博士課程）
    - 環境生態科学コース
    - 生物資源再生科学コース
- プラネタリーヘルス学環
  - DrPHプログラム（博士後期課程）

### 附置研究所・機構・組織
- 長崎大学感染症研究出島特区（通称：出島特区、DIDA）
- 長崎大学熱帯医学研究所（坂本、通称：熱研、共同利用・共同研究拠点）
  - 病原体解析部門
  - 宿主病態解析部門
  - 環境医学部門
  - 臨床研究部門
  - 附属アジア・アフリカ感染症研究施設
    -  ケニア拠点（ナイロビ）
    -  ベトナム拠点（ハノイ）

  - 附属熱帯医学ミュージアム
- 長崎大学原爆後障害医療研究所（坂本）
  - 放射線リスク制御部門
  - 細胞機能解析部門
  - ゲノム機能解析部門
  - 原爆・ヒバクシャ医療部門
  - 附属放射線・環境健康影響共同研究推進センター（2016年度設置）

- 長崎大学経済学部東南アジア研究所（片淵）

- 国際教育リエゾン機構（2013年に留学生センターから改組）
- 海洋未来イノベーション機構
  - 環東シナ海環境資源研究センター（文教）

2016年度に水産・環境科学総合研究科附属環東シナ海環境資源研究センターから改組。

### 病院
- 長崎大学病院（〒852-8501 長崎市坂本一丁目7-1）
  - 長崎大学病院あじさい保育園（〒852-8102 長崎市坂本一丁目8-22）

### 図書館

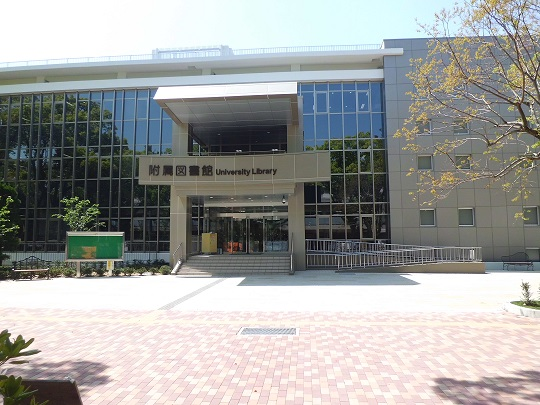
新・附属図書館（文教キャンパス）
（2013年4月完成）

- 本館（中央図書館、文教）
  - 経済学部分館 （片淵）
  - 医学部分館 （坂本）

### 附属学校
- 教育学部　附属幼稚園（長崎市文教町4-23）
- 教育学部　附属小学校（同上）
- 教育学部　附属中学校（同上）
- 教育学部　附属特別支援学校（長崎市柳谷町42-1）

### 学内共同教育研究施設
- 保健・医療推進センター（文教、旧：保健管理センター）
  - 坂本キャンパス分室
  - 片淵キャンパス相談室
- 先導生命科学研究支援センター
  - アイソトープ　実験施設
  - 動物実験施設
  - 遺伝子実験施設
- ICT基盤センター（2014年に情報メディア基盤センターから改組）
- 大学教育イノベーションセンター（文教、2013年10月設置。旧：大学教育機能開発センターと旧：アドミッションセンターを統合）
  - アドミッション部門
  - 学士課程教育部門
  - 教育改善部門
  - 教学IR部門
- 先端計算研究センター（2010年4月設置）
  - 超並列部門
  - リアルタイム計算部門
- 言語教育研究センター（2012年4月設置）
  - 英語教育部門
  - 初習外国語教育部門
- 核兵器廃絶研究センター (RECNA)（2012年4月設置）
- やってみゅーでスク[注 4]
大学と長崎県や各市町等の地方自治体、自治会、福祉施設等と連携し、地域行事やボランティア活動への学生の積極的な社会参加を支援する施設。
- ダイバーシティ推進センター（2015年に男女共同参画推進センターを改称）（通称：おもやいセンター）
  - 広報・啓発推進部門
  - ワークライフバランス推進部門
  - 女性研究者支援部門
  - 介護支援専門委員会
- 先端創薬イノベーションセンター（2012年1月設立）
  - 創薬支援室
  - 基礎創薬部門
  - 臨床創薬部門
  - 臨床試験部門
- 地域教育連携・支援センター（2012年12月設置）
  - 県下学校―大学連携・支援部門
  - 大学間連携事業部門
  - 長崎県教員免許状更新講習部門
  - 社会教育支援部門（2016年4月設置）
- 障がい学生支援室（2013年8月設置）
- 福島未来創造支援研究センター（2014年設置）
  - 業務支援部門
  - 復興支援部門
  - 教育支援部門
- キャリア支援センター
  - 長崎大学ラウンジ（東京・西新宿、大阪市、広島市、福岡市にある就職活動支援拠点）[13]

### 学部・研究科附属教育研究施設
- 教育学部
  - 教育臨床センター
- 水産学部
  - 附属練習船
    - 「長崎丸」（長崎市多以良町1551-7）
    - 「鶴洋丸」（同上）
- 大学院 医歯薬学総合研究科
  - 附属原爆後障害医療研究施設（坂本、通称「原研」）
  - 附属薬用植物園（文教）

### 講堂・ホール

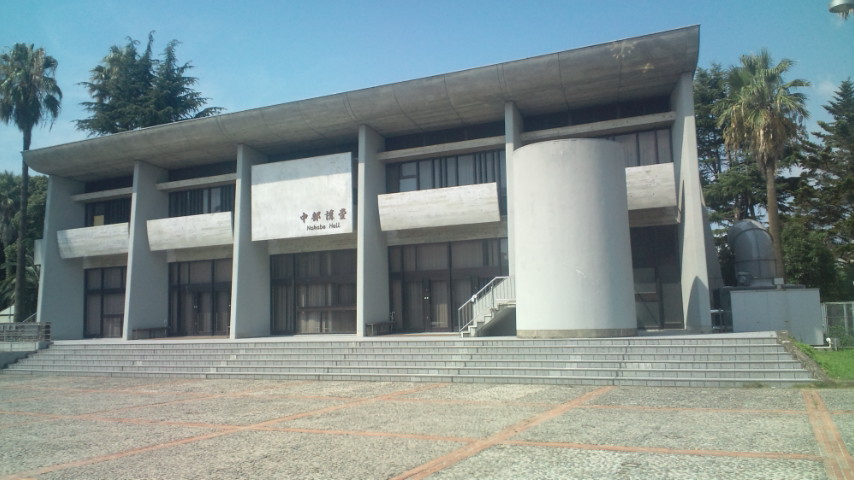
中部講堂（文教キャンパス）

- 中部講堂

### 福利厚生
- 長崎大学生協・学生食堂
  - 文教店
  - 経済学部店
  - 医学部店
  - 歯学部店
  - 保健学科店
- 学生会館
- 国際交流会館（留学生の宿泊施設）- 西町と坂本町の2カ所にある。

### その他
- 長崎大学東京事務所（東京都千代田区九段北1-9-17）
- 九州地区国立大学島原共同研修センター（長崎県島原市）

## 教育および研究

### 研究

#### 21世紀COEプログラム
- 2003年

医学系
- 熱帯病・新興感染症の地球規模制御戦略拠点

#### グローバルCOEプログラム
- 2007年

学際、複合、新領域
- 放射線健康リスク制御国際戦略拠点

- 2008年

医学系
- 熱帯病・新興感染症の地球規模統合制御戦略

#### ノーベル賞
- 下村脩博士（長崎医科大学附属薬学専門部（現・薬学部）卒）は2008年にノーベル化学賞を受賞した。

### 教育

#### 採択されているプログラム
- 工学研究科
  - 日中韓の大学間連携による水環境技術者育成 (2010 -)
（文部科学省：日中韓の大学間連携による水環境技術者育成事業）

総合工学専攻（博士前期課程）社会環境デザイン工学コースと化学・物質工学コースに、主に中国・韓国からの留学生を受け入れる。

- 水環境保全プログラム
- 水処理・水利用プログラム

- 医歯薬学総合研究科
  - がんプロフェッショナル養成基盤推進プラン (2012 -)

「がんプロフェッショナル養成プラン」(2007 - 2011) に続き、「九州がんプロ養成基盤推進プラン」を展開している。
  - 医療ものづくりマインド育成カリキュラム（医学部・工学部）・ハイブリッド医療人養成コース (2013 -)
（文部科学省未来医療研究人材養成拠点形成事業 (A)）
  - 熱帯病・新興感染症制御グローバルリーダー育成プログラム (2012 -)
（日本学術振興会：博士課程教育リーディングプログラム（オンリーワン型））

## キャンパス

### 文教キャンパス
3キャンパスの中で最大であるが、長崎は平地が僅少であるため国立の総合大学としては狭く、18万m2余り。
大学本部、教養教育の講義を行う教養教育棟（旧教養部）、および7学部（教育学部、水産学部、工学部、薬学部、環境科学部、多文化社会学部、情報データ科学部）の教育棟がある。
文教キャンパスの場所は太平洋戦争中、三菱兵器大橋工場があり、長崎市への原子爆弾投下により大きな被害を受けた地域の一つである。周辺に教育学部の前身である長崎師範学校男子部があったが、校舎倒壊により大村への移転を余儀なくされた。長崎大学発足当時に大村市や佐世保市、諫早市に分散していた学部も、戦後の復興とともに徐々に長崎に戻り、現在の文教キャンパスが形成された。
正門（国道206号沿い、路面電車が走る通り）を入ってすぐの中部講堂は、東京海洋大学や水産大学校と同様、中部謙吉の寄付によって建てられた。現在は講義や集会といった用途に留まらず、講演会や部活動にも活用されている。講堂前面の広場は外部からも目立つため、待ち合わせ場所や休息場として長崎大生や近隣住民の憩いの場ともなっている。大学敷地の北側には、体育館やグラウンド・テニスコートがある。北門周辺は住宅地となっており、学生対象のアパートも多い。また通りを挟んで教育学部附属の幼稚園、小学校、中学校が設置されている。東門（旧・裏門）は長崎県道113号長与大橋町線、長崎バイパスにつながる。南門を入ると、駐輪場、情報メディア基盤センター、保健・医療推進センター、教育学部棟がある。
また、文教キャンパス内には放送大学長崎学習センターがある。放送大学学園と単位互換協定を結んでおり、放送大学で取得した単位を卒業に要する単位として認定することができる。

### 坂本キャンパス
医学部、歯学部の教育棟、熱帯医学研究所があり、長崎大学病院が隣接している。
医学部は旧制長崎医科大学を前身としている。1945年（昭和20年）8月9日午前11時2分に投下された原子爆弾により、爆心地（松山町）に近い坂本町の医科大学では教育棟および病院の中にいた教職員・生徒・患者の多くの命が失われた。また、大学に保管されていた文献や研究資料も失われ、建物の損壊も激しかった。永井隆は、長崎医科大学の卒業生であり、原爆が投下された当時は長崎医科大学で助教授を務めていた。原爆投下直後、校舎や病院は長崎市興善町のほか大村市や諫早市に分散したが、戦後の復興とともに、以前の校地に復帰した。

### 片淵キャンパス
片淵キャンパスは長崎高等商業学校が1905年（明治38年）に開設されて以来、長崎大学の3キャンパスの中では歴史のある校地であり、現在は経済学部がある。経済学部倉庫（元銃器庫）、瓊林会館、拱橋（こまねきばし）といった長崎高商以来の土木・建築物が国の登録有形文化財に登録されている。キャンパス内の桜は花見の名所として知られており、校地脇を流れる中島川にはホタルが飛び交う。
原爆被災の際、片淵校地は山に遮られる形となったため被害は比較的軽く、長崎医大臨時本部が置かれた。長崎医大が前述の通り、多くの文献や研究資料を失った一方で、経済学部内には明治以来の遺構、戦前の中国・朝鮮半島との経済交流に関する多くの研究資料が残されている。幕末の出島の風景を描いた絵図も所有している。

## アクセス
以下の交通機関は全て長崎駅前を基準としている。

### 文教キャンパス
- 北緯32度47分8.7秒 東経129度51分59.2秒
- 教養教育、薬学部、工学部、教育学部、環境科学部、水産学部、多文化社会学部、情報データ科学部
  - JR九州長崎本線
    - 旧線（長与駅経由）- 「西浦上駅」（徒歩約20分）
    - 新線（市布駅経由）- 「浦上駅」（路面電車または路線バスに乗り換え）

  - 長崎電気軌道本線
    - 1・2・3号系統 - 長崎大学電停（徒歩約1分）

  - 長崎バス
    - 1番系統（住吉経由）- 「長崎大学前」バス停（本数が多い、正門側、徒歩1分）
      - 道の尾経由の長崎空港リムジンバスも停車する。逆方向は20番系統（長崎新地ターミナル・中央橋行き）が停車する。

    - 9番系統（純心校経由）- 「長大東門前」（旧「長大裏門前」）バス停（本数が少ない、東門（旧・裏門）側、徒歩1分）
      - 逆方向は20番系統が停車する。

  - 県営バス
    - 大橋・純心校経由 - 「長大東門前」（旧「長大裏門前」）バス停（徒歩1分）
      - 昭和町経由の長崎空港リムジンバスと佐世保行き高速バス（西肥バス共同運行）と一般路線バスが停車する。

    - 大橋・住吉経由 - 「長崎大学前」バス停（徒歩1分）
      - 住吉経由の長崎空港リムジンバスと三原団地方面のミニバスが停車する。

### 坂本キャンパス
- 北緯32度46分20.7秒 東経129度52分5.2秒
- 医学部、歯学部、熱帯医学研究所、長崎大学病院（歯学部は病院に隣接しているが、医学部医学科と医学部保健学科は病院から若干離れている。）
  - JR九州長崎本線
    - 「浦上駅」（徒歩約10分）

  - 長崎電気軌道
    - 1・2・3号系統 - 原爆資料館電停または大学病院電停（徒歩約5分）

  - 長崎バス
    - 8番系統 - 「医学部前」「大学病院前」「坂本町」バス停（徒歩約3分）
    - ミニバス「元気くん」（平日のみ）- 「大学病院玄関前」「歯学部玄関前」バス停（下車後すぐ）

  - 長崎北郵便局前から無料シャトルバス - 「大学病院玄関前」「歯学部玄関前」バス停（下車後すぐ）

### 片淵キャンパス
- 北緯32度45分32.9秒 東経129度53分17.3秒
- 経済学部
  - JR九州 長崎本線
    - 長崎駅（路面電車またはバスに乗り換え）

  - 長崎電気軌道（2・3・4・5号系統）
    - 「諏訪神社電停」（正門が近い）
    - 「新大工町電停」（裏門が近い）（徒歩約10分）

  - 県営バス
    - 循環系統、立山・浜平方面など - 「経済学部前」バス停（徒歩約3分）

  - 長崎バス
    - 「経済学部前」バス停（徒歩約3分） 
      - 長崎バイパス経由系統のみが停車する。

## 学生生活

### 年間行事
入学式・卒業式
長崎ブリックホールの大ホールで行われている。長崎ブリックホールの開館前は長崎市公会堂で行っていた。2005年の卒業式および入学式より、オープニングに長崎大学ロマンツアー合唱団と長崎大学管弦楽団によって学歌が演奏されている。
2025年度より、収容人数が多い長崎スタジアムシティに会場を移した。
長大祭
- 長大祭は長崎大学学園祭運営委員会[注 7]が運営を行う学園祭である。2009年（平成21年）より、「長崎大学ホームカミングデー」という、いわゆる同窓会に当たるイベントも中部講堂で学園祭中に行われている。
- 通例、毎年11月下旬に前夜祭1日間、本祭3日間の日程で行われる。2011年（平成23年）度からは本祭が2日間（金・土曜）に短縮されている。
- 文教キャンパス（環境祭、教育祭、工学祭、薬学祭）、片淵キャンパス（経済祭）、坂本キャンパス（歯学部祭）の3ヶ所で、各学部に分かれ開催される。ただし、学部によっては例外がある。
- 水産学部（文教キャンパス）では「鴻洋祭」（こうようさい）と呼ばれる。長崎大学学園祭運営委員会とのトラブルが原因となり、2006年（平成18年）以降は長大祭より独立した扱いとなっている。2008年（平成20年）度以降からは5月末（開学記念日前後）に開催している。
- 医学部（坂本キャンパス）では「医学展」という名称で3年に1回の開催。最近では2016年（平成28年）11月12日に開催された。

International Cultural Day
International Cultural Dayは文教キャンパスの中部講堂およびその周辺で7月頃に行われる、留学生主催のイベントである。学長挨拶によれば2003年（平成15年）に初めて行われた。カタカナでは「インターナショナルカルチャーデー」や「インターナショナルカルチュラルデー」と書かれる。

### 課外活動
- 部活動・サークル活動に関しては長崎大学ウェブサイト[16]を参考。

### 通学・その他
狭隘な土地柄であり、大学近辺の平地と言える場所に位置するアパートの家賃は、町の規模に比して高い。長崎大学生の平均家賃は、およそ4万3千円（長崎大学生協調べ）。
軽量な多段式ロードバイクや、電動アシスト自転車を利用して、坂の街であるが自転車で通学する学生も少なくない。

## 大学関係者

### 同窓会
- 長崎大学全学同窓会

独自で運営されていた以下の8学部、1附置研究所、計9つの同窓会が連携するという目的で、2005年（平成17年）10月に全学同窓会が設立された。
- 経済学部 - 公益社団法人 瓊林（けいりん）会
- 教育学部 - 一般社団法人 長崎大学玉園（たまぞの）同窓会
- 医学部 - 長崎医学同窓会
- 歯学部 - 歯学部同窓会
- 薬学部 - 長薬同窓会
- 工学部 - 工学部同窓会
- 水産学部 - 鶴水（かくすい）会
- 環境科学部 - 緑友（りょくゆう）会
- 熱帯医学研究所 - 熱研同門会

## 対外関係

### 九州・沖縄オープンユニバーシティ（KOOU）
長崎大学を含む九州・沖縄地区の11国立大学法人（九州大学、九州工業大学、福岡教育大学、佐賀大学、長崎大学、熊本大学、大分大学、宮崎大学、鹿児島大学、鹿屋体育大学、琉球大学）が2023年3月21日に覚書を締結した大学間連携。

### 姉妹校
- 高雄医学大学
- 国立高雄海洋科技大学

## 不祥事

### セクハラ事件
- 2005年11月25日、長崎大学は女性職員にわいせつなメールを送り付けるなどのセクシャルハラスメント行為を繰り返したとして、大学院医歯薬学総合研究科に所属する60代の男性教授を停職3カ月の懲戒処分にした。男性教授は2002年夏頃から3年間、女性職員に対し、英語で下着の色やガードル着用の有無を質問するメールを多数送ったり、教授室や廊下などでつぼマッサージと称して体に触ったりするなどの行為を繰り返していた。女性が2005年6月、学内のセクハラ相談員に相談を持ち掛けて発覚。男性教授は「意に反しているとは思わなかった」と述べた。被害女性は「大学にはもういたくない」と退職した[18]。
- 2006年2月13日、長崎県警浦上警察署は、大学院医歯薬学総合研究科に属する30代の男性教員を長崎大学に通う女子学生に対する強制わいせつ致傷の容疑で逮捕した。男性教員は2005年11月18日午後11時45分頃、長崎市のアパートに帰宅しようとした20代の長崎大学の女子学生を待ち伏せして抱きつき、学生方へ上がり込みわいせつな行為をして右腕に3週間の怪我をさせた疑い。男性教員は2005年9月に女子学生と同席した飲み会をきっかけに交際を強要し始め、10月には学生方の玄関前に座り込み執拗に「中に入れろ」と要求した。女子学生と友人らは11月22日、男性教員の上司である60代の男性教授にも被害相談を持ち掛けたが、教授は2カ月近く放置。大学当局に伝わったのは翌年1月11日だった。長崎大学は男性教授を懲戒処分にした。記者会見にて長崎大学の崎山毅理事は「教授を含め教員側に傲慢さがあったと思う。大変申し訳ない」と陳謝した。その後女子学生は心的外傷後ストレス障害（PTSD）と診断された[19]。

### パワハラ事件
- 2011年4月24日、環境科学部の60代男性学部長が同学部の40代の男性教授に対し、電話で責めたり肩を強く叩いたりするなどのパワーハラスメントを行ったと、学部ハラスメント防止委員会が認定していたことが分かった。同年3月の教授会で報告され、学部長は事実関係を認めて謝罪した。被害男性教授は2010年12月、別の教授に女子学生に対するセクハラの噂があったことから、「誠意ある対応」を促すように求める電子メールを学部長に送信した。ところが、学部長は男性教授に電話し、「心外だ」などと強く反発。その日夜の忘年会では、トイレで教授の肩を後ろから両腕で叩くなどして謝罪を求めた。男性教授は頸椎捻挫など3週間のけがとともに、心的外傷後ストレス障害（PTSD）を負ったと診断された。長崎大学人事管理課は「（男性教授から）申請があれば全学のハラスメント防止委員会を設置し、事実が確認できれば処分も含め検討する」と述べた[20]。

### 殺人事件
- 2021年09月14日、佐賀県鳥栖市の住宅で、79歳の女性の頭を鈍器で殴り殺害したとして、警察は長崎市の長崎大学薬学部学生（25歳）を殺人の疑いで逮捕した[21]。

### 大麻事件
- 2020年1月30日、水産学部学生(22歳)が大麻取締法違反で現行犯逮捕された。
- 2020年5月6日、水産学部学生(19歳)が大麻取締法違反で逮捕された。[22]